# Горошиха
Горошиха — деревня в Туруханском районе Красноярского края.
Находится на правом берегу Енисея примерно в 67 км от центра района — села Туруханск.
Основана в 1760 году.
| 2010 |
| ---- |
| 106  |

## Климат
Климат резко континентальный, субарктический. Зима продолжительная. Средняя температура января −30 °С, −36 °С. Лето умеренно теплое. Средняя температура июля от +13 °С до +18 °С. Продолжительность безморозного периода 73—76 суток. Осадки преимущественно летние, количество их колеблется от 400—600 мм.

## Экономика
Сельскохозяйственных предприятий нет. Имеется производственный участок ТРМУП «Туруханскэнерго». Есть основная общеобразовательная школа, детский сад-ясли, фельдшерско-акушерский пункт, библиотека, клуб, почта.

## Известные жители
- Сергияков, Владимир Николаевич (р. 1950) — Народный артист Российской Федерации (2011).